# Échenans
Échenans é uma comuna francesa na região administrativa de Borgonha-Franco-Condado, no departamento de Doubs. Estende-se por uma área de 1,7 km². Em 2010 a comuna tinha 161 habitantes (densidade: 94,7 hab./km²).